# Даріо Кавіцель
Даріо Кавіцель (12 липня 1995 , Швейцарія ) — швейцарський сноубордист, призер чемпіонату світу та етапів Кубка світу.

## Олімпійські ігри
| Рік  | Місто                     | ПГС |
| ---- | ------------------------- | --- |
| 2018 | Пхьончхан, Південна Корея | 22  |
| 2022 | Пекін, Китай              | 14  |

## Чемпіонат світу
| Рік  | Місто                  | ПС | ПГС | ПСМ |
| ---- | ---------------------- | -- | --- | --- |
| 2017 | Сьєрра-Невада, Іспанія | 26 | 19  | Н/Д |
| 2019 | Парк-Сіті, США         | 9  | 8   | Н/Д |
| 2021 | Рогла, Словенія        | 8  | 18  | Н/Д |
| 2023 | Бакуріані, Грузія      | 6  | 2   | 3   |

## Кубок світу
14 подіумів
- — 2
- — 5
- — 7

| Сезон     | Дата            | Місце проведення          | Дисципліна                     | Місце |
| --------- | --------------- | ------------------------- | ------------------------------ | ----- |
| 2017–2018 | 14 грудня 2017  | Карецца, Італія           | паралельний гігантський слалом | 3     |
| 2018–2019 | 8 січня 2019    | Бад-Гастайн, Австрія      | паралельний слалом             | 2     |
| 2018–2019 | 9 січня 2019    | Бад-Гастайн, Австрія      | командний паралельний слалом   | 3     |
| 2018–2019 | 26 січня 2019   | Москва, Росія             | паралельний слалом             | 2     |
| 2018–2019 | 27 січня 2019   | Москва, Росія             | командний паралельний слалом   | 3     |
| 2018–2019 | 9 березня 2019  | Скуоль, Швейцарія         | паралельний гігантський слалом | 3     |
| 2018–2019 | 24 березня 2019 | Вінтерберг, Німеччина     | командний паралельний слалом   | 2     |
| 2019–2020 | 11 січня 2020   | Кортіна-д'Ампеццо, Італія | паралельний гігантський слалом | 3     |
| 2019–2020 | 15 січня 2020   | Бад-Гастайн, Австрія      | командний паралельний слалом   | 3     |
| 2020–2021 | 21 березня 2021 | Берхтесґаден, Німеччина   | командний паралельний слалом   | 2     |
| 2021–2022 | 18 грудня 2021  | Кортіна-д'Ампеццо, Італія | паралельний гігантський слалом | 1     |
| 2022–2023 | 15 грудня 2022  | Карецца, Італія           | паралельний гігантський слалом | 2     |
| 2022–2023 | 11 січня 2023   | Бад-Гастайн, Австрія      | командний паралельний слалом   | 3     |
| 2022–2023 | 21 січня 2023   | Бансько, Болгарія         | паралельний слалом             | 1     |

Оновлення 19 лютого 2023.